# August 2014
Portal Geschichte | Portal Biografien | Aktuelle Ereignisse | Jahreskalender | Tagesartikel

◄ |
20. Jahrhundert |
21. Jahrhundert

◄ |
1980er |
1990er |
2000er |
2010er
| 2020er | 2030er | 2040er

◄ |
2010 |
2011 |
2012 |
2013 |
2014
| 2015 | 2016 | 2017 | 2018 | ►

◄ |
Mai 2014 |
Juni 2014 |
Juli 2014 |
August 2014 |
September 2014 |
Oktober 2014 |
November 2014 |
►
Dieser Artikel behandelt tagesbezogene Nachrichten und Ereignisse im August 2014.

## Tagesgeschehen

### Freitag, 1. August 2014
- Kaohsiung/Taiwan: Bei schweren Gasexplosionen in den Straßen des Distriktes Qianzhen sind mindestens 26 Menschen ums Leben gekommen. Mehr als 270 Menschen sind verletzt und über 1100 Einwohner sind aufgerufen, ihre Häuser zu verlassen. Durch die Druckwellen sind zahlreiche Häuser und Autos zerstört oder schwer beschädigt worden.[1]
- Moskau/Russland: Die russische Regierung verbietet den Import von Gemüse und Obst, insbesondere von Äpfeln, aus Polen.[2]
- Rafah/Palästinensische Autonomiegebiete: Bei einem israelischen Artillerieangriff werden nach Angaben des Sprechers der palästinensischen Rettungskräfte, Aschraf al-Kudra, mehr als 62 Bewohner getötet und weitere 350 verletzt. Bei den Auseinandersetzungen zwischen den israelischen Verteidigungsstreitkräften und der sunnitisch-islamistischen palästinensischen Terrororganisation Hamas starben seit dem 8. Juli 2014 bisher über 1500 Palästinenser und 66 Israelis, darunter 63 Soldaten.[3]
- Tores/Ukraine: Rund 70 Experten aus Australien und den Niederlanden haben die Absturzstelle des Passagierflugzeugs von Flug MH17 erreicht und weitere sterbliche Überreste der Opfer geborgen. Unterstützung geben auch Ermittler von Beobachtern der Organisation für Sicherheit und Zusammenarbeit in Europa (OSZE).[4]

### Samstag, 2. August 2014
- Arsal/Libanon: Nachdem ein syrischer Rebellenführer verhaftet wird, beginnt ein Aufstand in Arsal.[5] Erst am 9. August erringen die libanesischen Sicherheitskräfte wieder die volle Kontrolle über die Stadt.
- Kunshan/China: Bei einer Explosion in einer metallverarbeitenden Fabrik sterben mindestens 75 Menschen, 185 werden verletzt.[6]
- Mankha/Nepal: Ein Bergrutsch begräbt zahlreiche Häuser unter sich und staut den Fluss Sunkoshi auf. Flussaufwärts gelegene Gebiete in Nepal und dem indischen Bundesstaat Bihar müssen infolgedessen evakuiert werden. Mindestens zehn Menschen kommen ums Leben, rund hundert gelten als vermisst.[7]
- Mannheim/Deutschland: Beim Zusammenstoß eines Güterzugs mit einem EuroCity vor dem Mannheimer Hauptbahnhof werden 35 Passagiere und Besatzungsmitglieder verletzt, vier davon schwer.[8]

### Sonntag, 3. August 2014
- Ludian/China: Bei einem Erdbeben der Stärke 6,5 Mw in der Provinz Yunnan sterben mindestens 398 Menschen, rund 1.800 werden verletzt.[9]
- Sindschar/Irak: Der Islamische Staat verübt einen Völkermord an den Jesiden.[10]

### Montag, 4. August 2014

CDC: Regionale Verteilung der bestätigten und verdächtigen Erkrankungsfälle während der Ebolafieber-Epidemie in Westafrika 2014

- Conakry/Guinea: Im Zusammenhang mit der Ausbreitung der Ebola-Epidemie in Westafrika hat die Weltbank den betroffenen Staaten Guinea, Liberia und Sierra Leone eine Nothilfe von bis zu 200 Mio. US-Dollar in Aussicht gestellt.[11]
- Lissabon/Portugal: Am 4. August 2014 wurde bekannt, dass die faulen Kredite der Banco Espírito Santo in eine Bad Bank ausgelagert werden sollen. Der restliche, profitable Teil der Bank firmiert seit diesem Tag als Novo Banco. Diese erhält vom portugiesischen Staat 4,9 Milliarden Euro an Finanzhilfen. Eine Börsennotierung wird nicht mehr erfolgen. Rechtlich gesehen firmiert die Bank allerdings weiterhin als Banco Espírito Santo.[12]

### Dienstag, 5. August 2014
- Gaza/Palästinensische Autonomiegebiete: Die israelischen Streitkräfte haben im Gaza-Konflikt ihre Bodentruppen im Rahmen der Operation Protective Edge aus dem Gazastreifen abgezogen. Zwischen Israel und der Palästinenser-Organisation Hamas konnte eine dreitägige Waffenruhe erzielt werden. Unter Vermittlung Ägyptens soll ein dauerhafter Waffenstillstand erreicht werden. Bei den Kämpfen seit dem 8. Juli 2014 sind 1875 Palästinenser und 67 Israelis getötet worden.[13]
- Kabul/Afghanistan: Während eines Besuches einer hochrangigen Delegation auf dem Gelände der Marshal Fahim National Defense University, einer Ausbildungseinrichtung der afghanischen Nationalarmee am Stadtrand von Kabul, eröffnet ein afghanischer Soldat im Camp Kargha mit einem Maschinengewehr das Feuer auf die Besuchergruppe. Bei dem Attentat wird der US-Generalmajor Harold J. Greene tödlich getroffen. Der deutsche Brigadegeneral Michael Bartscher und der afghanische General Ghulam Sakhi sowie weitere 15 US-Soldaten werden verwundet.[14][15][16]
- München/Deutschland: Das Verfahren gegen Bernie Ecclestone wegen Bestechung wird beim Landgericht München I nach § 153a StPO gegen die Zahlung einer Geldauflage in Höhe von 100 Millionen US-Dollar (rund 74,65 Millionen Euro) eingestellt.[17]

### Mittwoch, 6. August 2014
- Milwaukee/Vereinigte Staaten: Das IT-Sicherheitsunternehmen Hold Security deckt auf, dass sich eine russische Hackergruppe aus dem Raum Nowosibirsk rund 1,2 Milliarden Benutzernamen und Passwörter illegal verschaffte.[18]

### Donnerstag, 7. August 2014

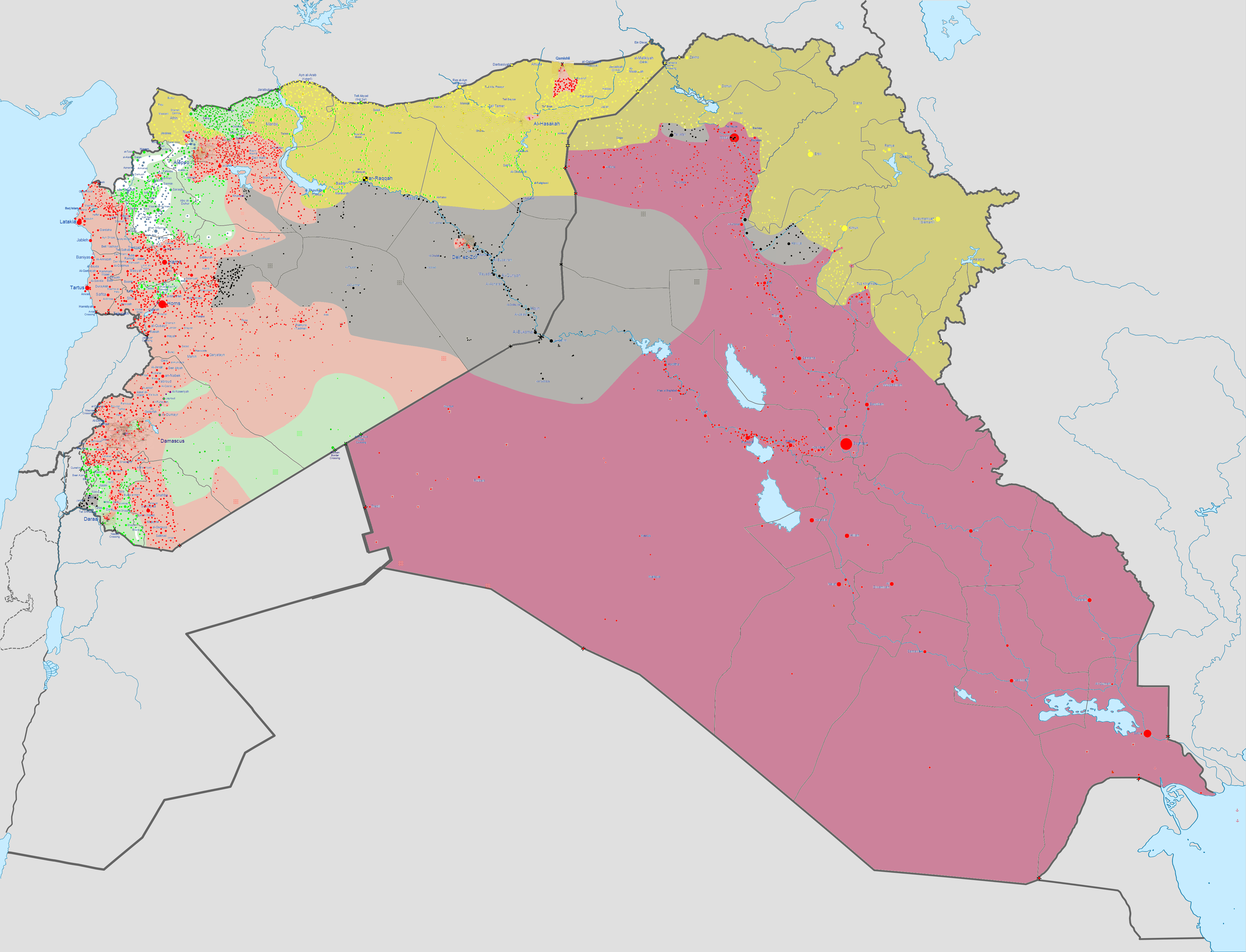
Vom IS kontrollierte Gebiete in Syrien und im Irak (dunkelgrau)

- Freetown/Sierra Leone: Präsident Ernest Koroma ordnet wegen der Ebola-Epidemie die Entsendung von mehreren hundert Soldaten in die Grenzregionen an – auch zur Überwachung der Einhaltung der Quarantäne-Vorschriften in den Krankenhäusern. Von 1700 bis zum 4. August gemeldeten und bestätigten Fällen in Westafrika starben bis dahin mehr als 930 Menschen, davon überwiegend in Sierra Leone, Liberia und Guinea.[19][20]
- Monrovia/Liberia: Präsidentin Ellen Johnson-Sirleaf ruft wegen der Ebola-Epidemie für die Hauptstadt nach Artikel 86 der Verfassung für 90 Tage den Notstand aus. Polizisten und Soldaten riegeln alle Zufahrtsstraßen ab.[21][22]
- Moskau/Russland: Der russische Präsident Wladimir Putin verkündet einen einjährigen Importstopp gegen zahlreiche Waren und Lebensmittel aus der EU sowie den USA und Kanada.[23]
- Mossul/Irak: Südöstlich von Mossul erobern Kämpfer der Terrorgruppe Islamischer Staat (IS) die Orte Baghdida (Karakosch), Tilkaif (Tel Kaif), Bartella und Karamlesch. Über 200.000 Christen der Chaldäisch-katholischen Kirche, der Syrisch-Orthodoxen Kirche von Antiochien, der Assyrischen Kirche des Ostens sind auf der Flucht. Zudem stehen die IS-Kämpfer rund 40 km vor Erbil, dem Sitz der Autonomen Region Kurdistan. Zehntausende Jesiden werden verfolgt und rund 800 sind in die türkische Grenzstadt Silopi geflohen. Der Sicherheitsrat der Vereinten Nationen hält auf Antrag Frankreichs eine Dringlichkeitssitzung ab.[24]
- Nowosibirsk/Russland: Ein von Künstlern geplanter Marsch für den Föderalismus in Sibirien wird von der russischen Regierung verboten. Für den Fall der medialen Berichterstattung über die geplante Aktion werden Zensur und Abschaltung von Webseiten angekündigt.[25]
- Phnom Penh/Kambodscha: In einem Prozess um die Verbrechen der Roten Khmer hat das Rote-Khmer-Tribunal die Funktionäre Khieu Samphan und Nuon Chea unter anderem wegen Verbrechen gegen die Menschlichkeit zu lebenslanger Haft verurteilt.[26]

### Freitag, 8. August 2014
- Mossul/Irak: Nach einer Entscheidung des US-amerikanischen Präsidenten Barack Obama fliegt die US-amerikanische Luftwaffe gezielte Angriffe auf Stellungen der ISIS im Norden des Irak und sorgt für Hilfslieferungen an in die Berge geflüchtete Menschen.[27]

### Samstag, 9. August 2014
- Kairo/Ägypten: Das nationale Verwaltungsgericht liquidiert die Partei für Freiheit und Gerechtigkeit wegen Verstößen gegen das Parteienrecht. Die Partei war der politische Arm der sunnitischen Muslimbrüder.[28]

### Sonntag, 10. August 2014

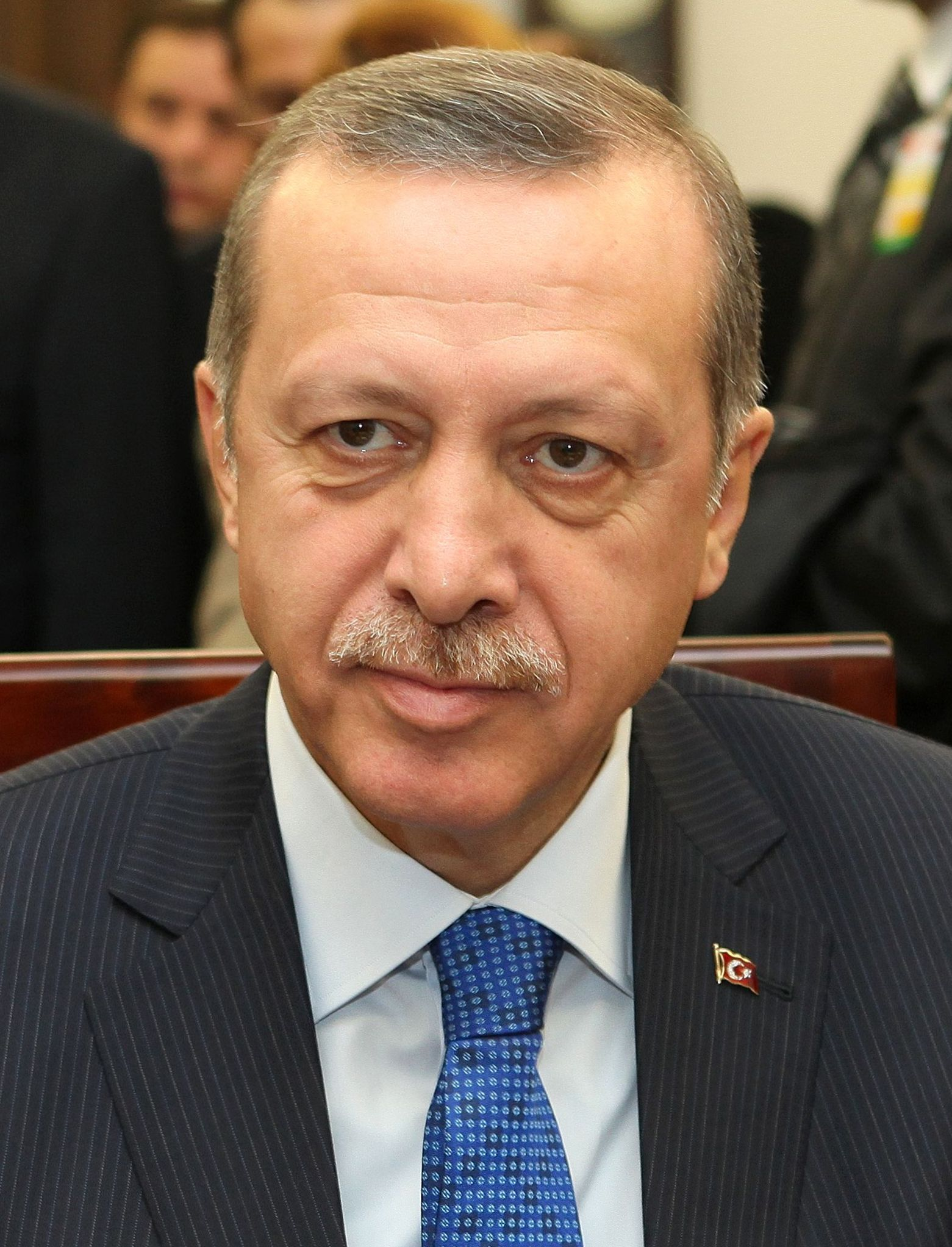
Recep T. Erdoğan

- Ankara/Türkei: Erstmals wird der Präsident der Republik Türkei nicht parlamentarisch gewählt, sondern durch eine allgemeine Wahl. Für den Mitbegründer der Partei für Gerechtigkeit und Aufschwung Recep Tayyip Erdoğan entscheiden sich 51,8 % der Stimmberechtigten.[29]
- Teheran/Iran: In Teheran ist eine Turboprop-Passagiermaschine der iranischen Sepahan-Airlines kurz nach dem Start abgestürzt. 10 von 48 Passagieren haben überlebt. Die Maschine befand sich auf einem Inlandsflug.[30]

### Dienstag, 12. August 2014
- Seoul/Südkorea: Die Mathematiker Maryam Mirzakhani (Iran), Manjul Bhargava (Kanada), Artur Avila (Brasilien) und Martin Hairer (Österreich) werden auf dem Internationalen Mathematikerkongress 2014 mit der Fieldsmedaille ausgezeichnet.[31]

### Mittwoch, 13. August 2014
- Paris/Frankreich: Frankreich will noch heute Waffen an die Kurden im Nordirak liefern, um sie im Kampf gegen die Terrorgruppe IS zu unterstützen. Auf Anordnung von Präsident Hollande wird in den nächsten Stunden mit der Lieferung von Waffen begonnen, das gab der „Elysée-Palast“ in einer schriftlichen Erklärung bekannt. Die Aktion sei so mit der Regierung in Bagdad abgestimmt. Zur Begründung heißt es, es habe die dringende Bitte seitens der Kurden um Unterstützung gegeben.[32]

### Donnerstag, 14. August 2014
- Bagdad/Irak: Der irakische Ministerpräsident Nuri al-Maliki hat seinen Rücktritt erklärt.[33]
- Berlin/Deutschland: Das Deutsche Statistische Bundesamt gibt bekannt, dass erstmals seit 1950 der deutsche Gesamtstaat (Bund, Bundesländer, Kommunen und Sozialversicherung) im Jahre 2013 Schulden abgebaut hat. In den vergangenen 63 Jahren stieg die Verschuldung jedes Jahr an. Der Schuldenstand des deutschen Gesamtstaates liegt am Jahresende 2013 bei rund 2,038 Billionen Euro.[34]
- Kiew/Ukraine: Erstmals berichten britische Journalisten, dass rund 23 Militärfahrzeuge des russischen Militärs die ostukrainische Grenze überschritten haben.[35]
- Seoul/Südkorea: Papst Franziskus ist zu seinem ersten Auslandsaufenthalt in Südkorea eingetroffen. Anlass seiner fünftägigen apostolischen Reise ist der sechste Asiatische Jugendtag in Taejon sowie die Würdigung koreanischer Märtyrer. Unmittelbar vor seiner Landung hat Nordkorea Kurzstreckenraketen ins Japanische Meer abgefeuert.[36]

### Freitag, 15. August 2014

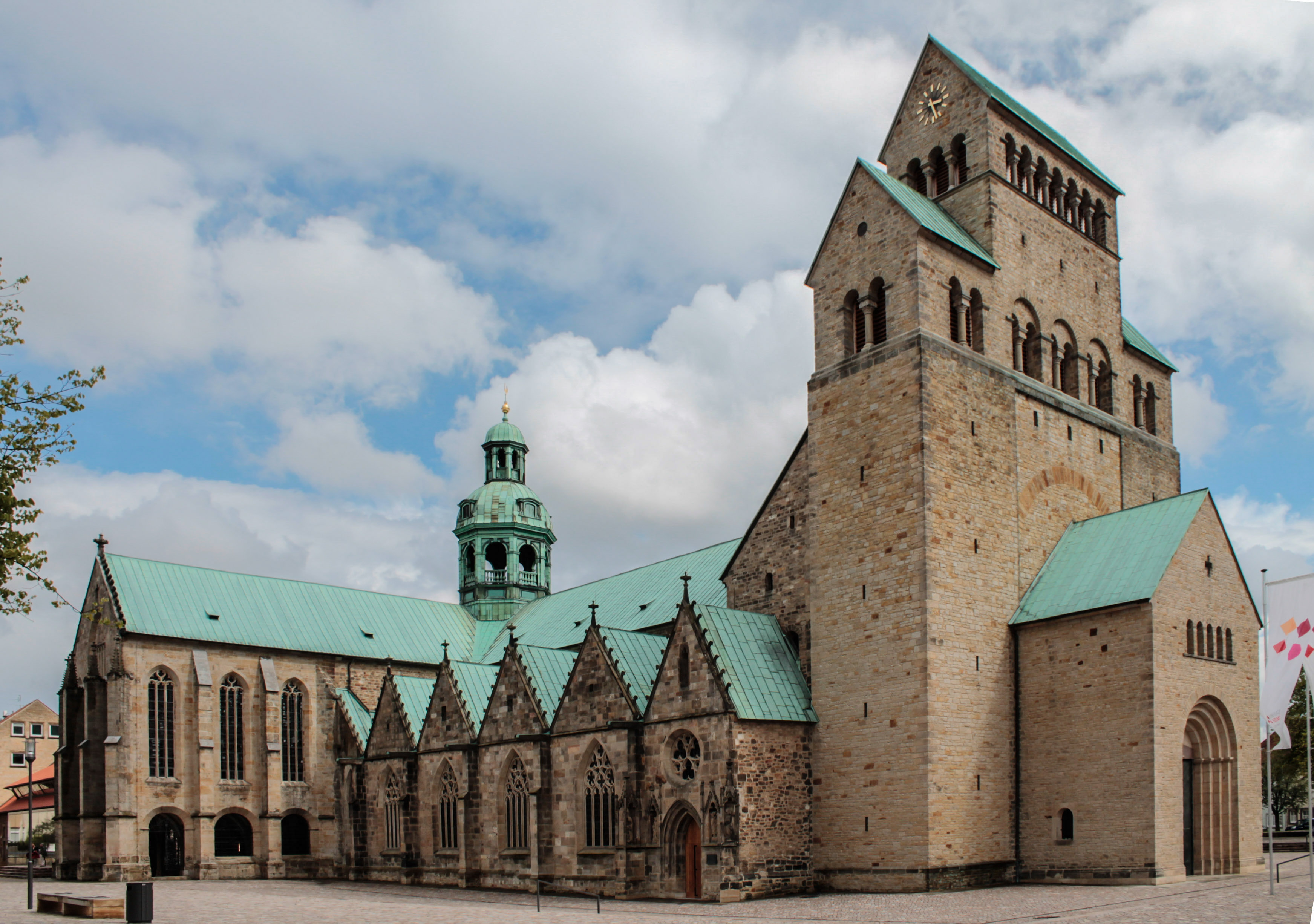
Hildesheimer Dom

- Kocho/Irak: Der Islamische Staat verübt ein Massaker an den Jesiden in Kocho. Der IS tötet die Männer aus dem Dorf und verschleppt die Frauen und Kinder.[37]
- Berlin/Deutschland: Aus einer Antwort des Bundesinnenministeriums an den Abgeordneten Andrej Hunko (Die Linke) geht hervor, dass die Arbeiten am sogenannten Bundestrojaner abgeschlossen sind. Eine Lösung zur Quellen-Telekommunikationsüberwachung befinde sich „nach Abschluss der Architekturarbeiten derzeit in der Implementierungsphase“.[38]
- Hildesheim/Deutschland: Wiedereröffnung des Hildesheimer Doms (UNESCO-Welterbe) nach viereinhalb Jahren Sanierung.

### Samstag, 16. August 2014
- Nanjing/China: Die zweiten Olympischen Jugend-Sommerspiele werden im chinesischen Nanjing durch den Präsidenten des Internationalen Olympischen Komitees, Thomas Bach, eröffnet.[39]

### Sonntag, 17. August 2014

Logo der Leichtathletik-Europameisterschaften

- Monrovia/Liberia: Bei einer Flucht aus dem wegen des Ebolafiebers unter Quarantäne stehenden Stadtviertel West Point entkommen mindestens 17 erkrankte Personen. Unterdessen haben bereits 1145 Infizierte in Westafrika das Virus nicht überlebt.[40]
- Mossul/Irak: Kurdischen Truppen gelingt es, große Teile des Mossul-Staudammes im Nordirak von der Organisation Islamischer Staat zurückzuerobern und unter ihre Kontrolle zu bringen.[41]
- N’Djamena/Tschad: Tschadische Truppen retten 85 nigerianische Geiseln der Boko Haram, die auf Motorbooten über den Tschadsee verschleppt und über die Grenze nach Tschad verbracht worden sind.[42]
- Paris/Frankreich: England gewinnt das Finale der Frauen-Rugby-Union-Weltmeisterschaft 21:9 gegen Kanada.
- Sumbawa Besar/Indonesien: Nach dem Untergang eines Bootes vor der Insel Sumbawa werden immer noch zwei westliche Touristen vermisst, 23 weitere Personen sind gerettet worden.[43]
- Timbuktu/Mali: Bei einem Selbstmordattentat auf UN-Friedenstruppen 50 Kilometer östlich von Timbuktu werden zwei burkinische UN-Soldaten getötet und sieben weitere verletzt.[44]
- Zürich/Schweiz: Erfolgreichste Nation bei den Leichtathletik-Europameisterschaften im Zürcher Letzigrund-Stadion war das Vereinigte Königreich mit 23 Medaillen, darunter zwölf Goldmedaillen. Erfolgreichste Athleten mit je zwei gewonnenen Titeln waren die niederländische Sprinterin Dafne Schippers und der britische Langstreckenläufer Mo Farah.

### Montag, 18. August 2014
- Hebron/Palästinensische Autonomiegebiete: Das israelische Militär zerstört die Häuser der mutmaßlichen Mörder der im Juni verschleppten israelischen Jugendlichen.[45]
- Kathmandu/Nepal: Bei durch heftigen Regen verursachten Überschwemmungen und ausgelösten Erdrutschen kommen in Nepal und im nördlichen Indien über 160 Personen ums Leben.[46]

### Dienstag, 19. August 2014
- Al-Ba'aj/Irak: Der 'Islamische Staat' veröffentlicht in einem Internetvideo die Enthauptung des US-amerikanischen Journalisten James Foley, der vermutlich in den Wüstengebieten im Nordwesten des Iraks umgebracht worden war. In diesem Video werden weitere Entführungen und Tötungen angekündigt, sollten die Vereinigten Staaten von Amerika weiterhin Stellungen der Milizen angreifen.[47]
- Gaza/Palästinensische Autonomiegebiete: Stunden vor Ende eines Waffenstillstandes beschießen die Kassam-Brigaden der Hamas Israel mit Raketen. Israel antwortet daraufhin mit Vergeltungsschlägen.[48]

### Mittwoch, 20. August 2014

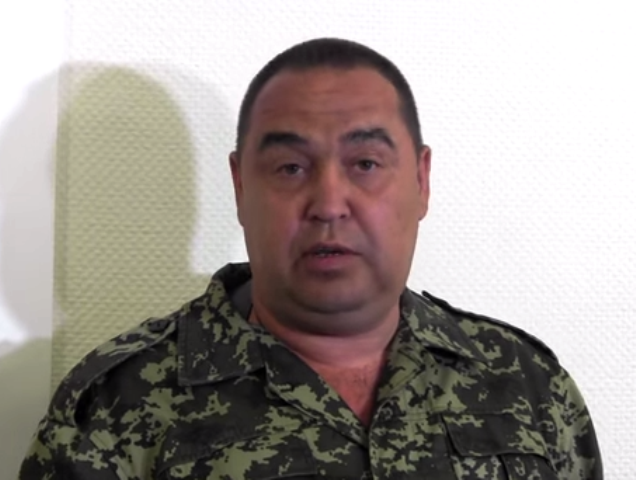
Igor Plotnizki

- Luhansk/Ukraine: Igor Plotnizki wird „Ministerpräsident“ der selbstausgerufenen Luganskaja Narodnaja Respublika.

### Donnerstag, 21. August 2014
- Bangkok/Thailand: Die Abgeordneten des Parlaments wählen General Prayuth Chan-ocha zum Ministerpräsidenten.[49]
- Brasília/Brasilien: Die Sozialistische Partei ernennt die Umweltaktivistin Marina Silva zur Kandidatin für die nächsten Präsidentschaftswahlen, nachdem der bisherige Herausforderer von Präsidentin Dilma Rousseff, Eduardo Campos, vor einigen Tagen bei einem Flugzeugabsturz tödlich verunglückte.[50]
- Luhansk/Ukraine: Bei Kämpfen gegen Verbände der Volksmiliz erobert die Ukrainische Armee zwei Panzer, die augenscheinlich Teil des Russischen Heers sind. Russland dementiert weiterhin seine militärische Präsenz in der Ostukraine.[51]

### Freitag, 22. August 2014
- Luhansk/Ukraine: Ein seit Tagen an der russisch-ukrainischen Grenze festsitzender Hilfskonvoi aus 287 Lastkraftwagen überquert die Grenze ohne die Einwilligung der ukrainischen Regierung. Ziele sind die Hochburgen der Separatisten, Luhansk und Donezk. In Kiew befürchtet man neben dem Transport von Hilfsgütern auch Waffenlieferungen. Einen Tag später kehren die Lastkraftwagen wieder in die Russische Föderation zurück.[52][53]
- München/Deutschland: Die 52. Spielzeit der Fußball-Bundesliga beginnt mit dem Spiel des FC Bayern München gegen den VfL Wolfsburg.

### Samstag, 23. August 2014
- Reykjavík/Island: Nach über 400 Erdbeben und einer kleinen Lava-Eruption des Vulkanes Bárðarbunga im Bereich des Vatnajökull dürfen Flugzeuge in einem großen Umkreis nicht mehr um den Vulkan fliegen. Schon Tage zuvor sind Touristen aus diesem Gebiet evakuiert worden. Wissenschaftler befürchten einen großen Ausbruch.[54][55]
- Tizi Ouzou/Algerien: Der kamerunische Fußballspieler Albert Ebossé Bodjongo wird durch einen geworfenen Gegenstand eines Hooligans während eines Fußballspiels schwer am Kopf verwundet und erliegt später im Krankenhaus seinen Verletzungen.
- Yamoussoukro/Elfenbeinküste: Aus Angst vor einem Übergreifen der Ebolafieber-Epidemie schließt die Elfenbeinküste ihre Grenzen zu den Nachbarländern Liberia und Guinea. Die Anzahl der Ebola-Todesopfer steigt unterdessen auf 1427.[56]

### Sonntag, 24. August 2014
- Berlin/Deutschland: Erfolgreichste Nation bei den Schwimmeuropameisterschaften 2014 wurde das Vereinigte Königreich mit 27 gewonnenen Medaillen, darunter elf Goldmedaillen.
- Maiduguri/Nigeria: Im nordostnigerianischen Bundesstaat Borno hat die Terrorgruppe Boko Haram die Stadt Gwoza erobert und ruft dort ein Kalifat aus. Die nigerianische Armee bereitet die Rückeroberung der Stadt vor.[57]
- Maputo/Mosambik: RENAMO-Rebellen und die Regierungspartei FRELIMO schließen einen Waffenstillstand und beenden damit einen zweijährigen Bürgerkrieg in Mosambik. Dabei sollen die Rebellen in die Armee integriert werden. Der RENAMO-Chef möchte darüber hinaus bei den nächsten Präsidentschaftswahlen kandidieren.[58]
- Mbandaka/Demokratische Republik Kongo: In der Provinz Équateur im bisher von der Ebola-Epidemie nicht betroffenen Kongo sterben zwei Menschen am Ebola-Virus. Auch ein Mitarbeiter der Weltgesundheitsorganisation hat sich erstmals mit dem Virus infiziert.[59]
- Montreal/Kanada: Die DFB-Auswahl gewinnt die U-20-Fußball-Weltmeisterschaft der Frauen gegen Nigeria mit 1:0.
- Tripolis/Libyen: Die Miliz der Fajr-Libya-Brigaden erobert nach schweren Kämpfen den Flughafen Tripolis, der dabei schwer beschädigt und auf Monate hin unbrauchbar wird. Das gewählte Parlament – der Allgemeine Nationalkongress – flüchtet in die ostlibysche Stadt Tobruk.[60]

### Montag, 25. August 2014
- Ljubljana/Slowenien: Die Staatsversammlung, das Parlament Sloweniens, hat Miro Cerar zum neuen Ministerpräsidenten gewählt und ihn mit der Regierungsbildung beauftragt.[61]
- Paris/Frankreich: Frankreichs Premierminister Manuel Valls hat den Rücktritt seiner Regierung eingereicht. Er ist von Staatspräsident François Hollande umgehend mit der Bildung einer neuen Regierung beauftragt worden.[62]
- Tripolis/Libyen: Bei einer Flüchtlingskatastrophe vor der libyschen Küste sind mehr als 200 Personen, meist afrikanische Migranten, ertrunken. Die libysche Marine kann nur sieben Personen retten und sucht nach weiteren Überlebenden des Seeunfalls.[63]

### Dienstag, 26. August 2014
- Berlin/Deutschland: Der regierende Bürgermeister von Berlin Klaus Wowereit gibt bekannt, dass er am 11. Dezember 2014 von seinem Amt zurücktreten werde.[64]
- Jerusalem/Israel: Im Gaza-Konflikt haben sich nach ägyptischer Vermittlung Israel und die Palästinenser auf einen dauerhaften Waffenstillstand geeinigt. Dazu soll für die Einführung von Hilfsgütern die Blockade des Gazastreifens gelockert werden. In dem blutigen Konflikt sind über 2100 Palästinenser und 64 israelische Soldaten umgekommen.[65]
- Minsk/Belarus: In der belarussischen Hauptstadt Minsk sind der ukrainische und der russische Präsident, Petro Poroschenko und Wladimir Putin, zusammengetroffen, um über einen politischen Dialog und damit einen Ausweg aus der Ukraine-Krise zu beraten.[66]
- Wien/Österreich: Der österreichische Vizekanzler, Finanzminister und Vorsitzende der Österreichischen Volkspartei Michael Spindelegger hat seinen Rücktritt aufgrund mangelnder innerparteilicher Unterstützung erklärt.[67]

### Mittwoch, 27. August 2014
- Paris/Frankreich: Die Staatsanwaltschaft nimmt offizielle Ermittlungen gegen Christine Lagarde wegen des Verdachts auf Begünstigung einer Sportartikelfirma auf. Die heutige Chefin des Internationalen Währungsfonds war zur fraglichen Zeit Ministerin in Frankreich.[68]

### Donnerstag, 28. August 2014

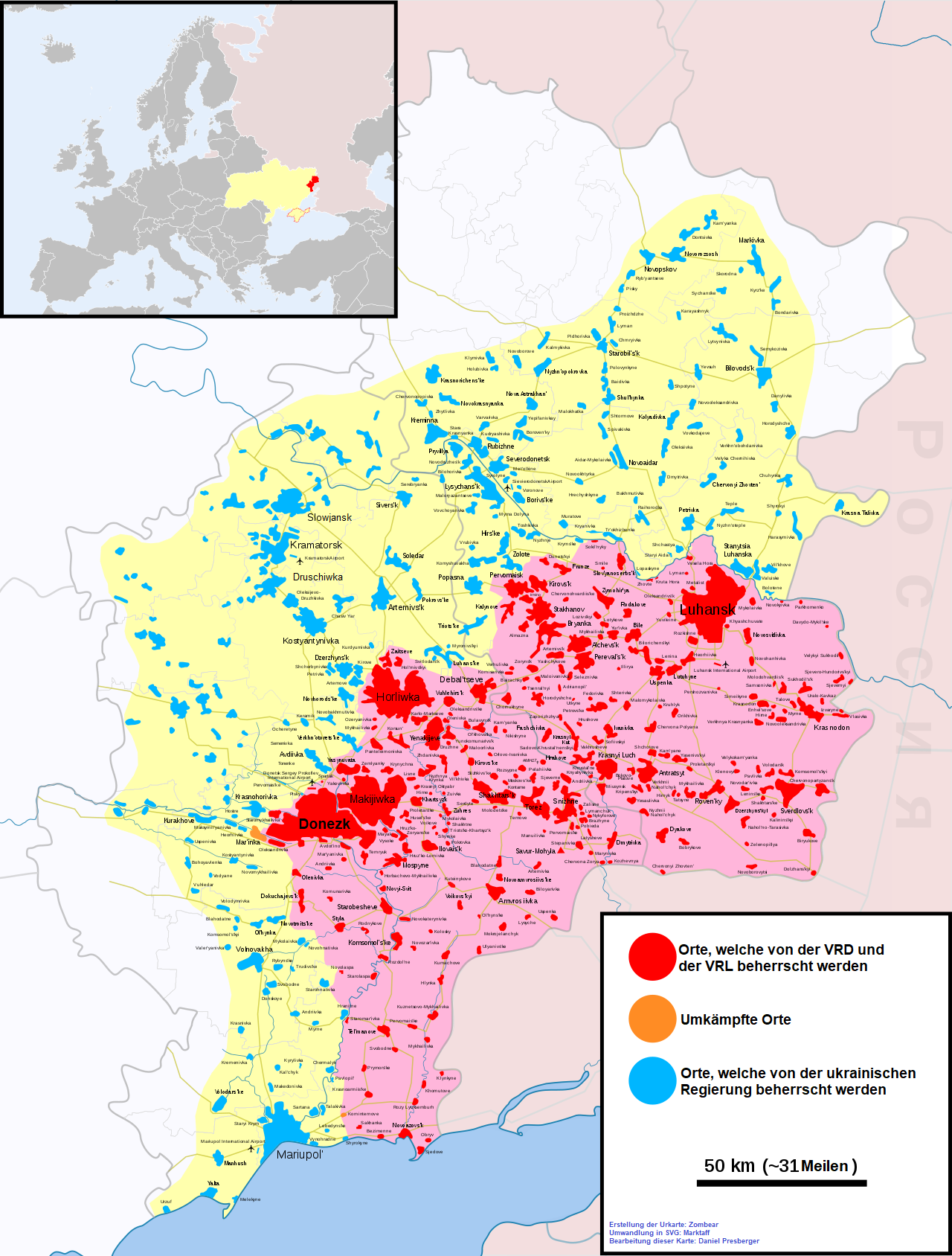
Krieg in der Ukraine seit 2014

- Ankara/Türkei: Recep Tayyip Erdoğan (AKP) tritt seine erste Amtszeit als Präsident an.[69]
- Berlin/Deutschland: Bei der ersten Westbalkan-Konferenz in Berlin erörtern Bundeskanzlerin Merkel mit den Staats- und Regierungschefs von Slowenien, Kroatien, Serbien, Bosnien und Herzegowina, Montenegro, Mazedonien, Kosovo und Albanien die wirtschaftliche und politische Zusammenarbeit auf dem Balkan und eine Mitgliedschaftsperspektive für die Nicht-EU-Mitglieder in diesem Kreis.[70]
- Kiew/Ukraine: Der ukrainische Präsident Petro Poroschenko berichtet, dass russische Truppen auf das Territorium der Ukraine vorgerückt seien und die Grenzstadt Nowoasowsk übernommen haben sollen. Russland dementiert dies offiziell. Ukrainische Streitkräfte bereiten sich nun auf die Verteidigung der Stadt Mariupol vor. Derweil räumen die prorussischen Separatisten ein, direkte Hilfen aus Russland zu erhalten.[71] Die etwa 3000 bis 4000 Russen auf Seiten der Separatisten seien Freiwillige.[72]
- Quneitra/Syrien: Kämpfer der islamistischen Al-Nusra-Front verschleppen auf den Golanhöhen 43 UN-Blauhelmsoldaten, die dort den Waffenstillstand zwischen Syrien und Israel überwachen.[73]

### Freitag, 29. August 2014
- Dakar/Senegal: Die Ebolafieber-Epidemie in Westafrika erreicht den Senegal. Die dortige Gesundheitsministerin bestätigt den ersten Fall. Derweil registriert die Weltgesundheitsorganisation bisher 1552 Tote bei 3069 Infizierten in ganz Westafrika.[74]
- Helsinki/Finnland: Finnland und Schweden planen, sogenannte Host-Nation-Support-Abkommen mit der NATO zu unterzeichnen. Damit würde die militärische und zivile Unterstützung verbündeter oder befreundeter Streitkräfte der NATO in Finnland und Schweden ermöglicht, die sich bisher militärisch neutral positioniert haben. Russland warnt beide Länder vor einem NATO-Beitritt.[75]
- Moskau/Russland: Das russische Justizministerium stuft eine Gruppe von Soldatenmüttern als ausländische Agenten ein, um ihnen den Zugang zu Informationen über die Armee wie Aufenthaltsorte ihrer Söhne zu erschweren. Die Soldatenmütter gelten in der Russischen Föderation als eine Nichtregierungsorganisation.[76]
- Rabaul/Papua-Neuguinea: Der Ausbruch des Vulkans Tavurvur auf der Insel Neubritannien erzwingt die Räumung mehrerer Dörfer in seiner Umgebung und zu großräumigen Flugumleitungen.[77]

### Samstag, 30. August 2014
- Brüssel/Belgien: Europäische Staats- und Regierungschefs entscheiden auf einem EU-Gipfel, dass der konservative bisherige Ministerpräsident von Polen, Donald Tusk, neuer EU-Ratspräsident und die sozialdemokratische bisherige Außenministerin von Italien, Federica Mogherini, neue EU-Außenbeauftragte wird.[78]
- Granada/Spanien: Die Basketball-Weltmeisterschaft 2014 beginnt in Spanien.[79]
- Maseru/Lesotho: Nach einem Militärputsch flieht Regierungschef Tom Thabane nach Südafrika.[80]

### Sonntag, 31. August 2014
- Dresden/Deutschland: Bei der Landtagswahl in Sachsen wird die CDU unter Ministerpräsident Tillich mit knapp 40 % stärkste Kraft. Die bisherige Regierungspartei FDP scheitert an der 5-Prozent-Hürde. Ganz knapp hat diese auch die NPD verfehlt, während die AfD mit der Spitzenkandidatin Petry aus dem Stand heraus knapp 10 % erreicht, damit erstmals in einen Landtag einzieht und zum eigentlichen Wahlsieger wird. Die Wahlbeteiligung liegt nur bei 49,2 %. Die CDU gewinnt alle Wahlkreise bis auf Leipzig II, den Die Linke erobert.[81][82][83][84]
- Hongkong/China: Die Führung der Volksrepublik China möchte für die nächsten Wahlen in Hongkong 2017 durch ein loyales Wahlkomitee die Kandidaten auswählen, die der Bevölkerung dann zur Wahl gestellt werden. Für die dortige Demokratiebewegung bedeutet das einen Rückschlag. Es drohen nun dort neue Proteste.[85]
- Macau/China: Der Regierungschef der Sonderverwaltungszone Macau, Fernando Chui Sai-on, ist in einem umstrittenen Votum des Wahlkomitees für eine weitere fünfjährige Amtszeit bestätigt worden.[86]
- Mogadischu/Somalia: Bei einer Militäroffensive ist es den somalischen Streitkräften und Truppen der Afrikanischen Union gelungen, die bisher von der radikalislamischen Shabaab-Miliz kontrollierte Stadt Bulomarer 160 Kilometer südwestlich der somalischen Hauptstadt zu erobern. Unterdessen ist ein Angriff der Shabaab-Miliz auf die Geheimdienstzentrale in Mogadischu fehlgeschlagen.[87]
- Amerli/Irak: Die Belagerung von Amerli endete nach über einem Monat, wobei die Stadt vom ISIS bedroht wurde.

## Weblinks

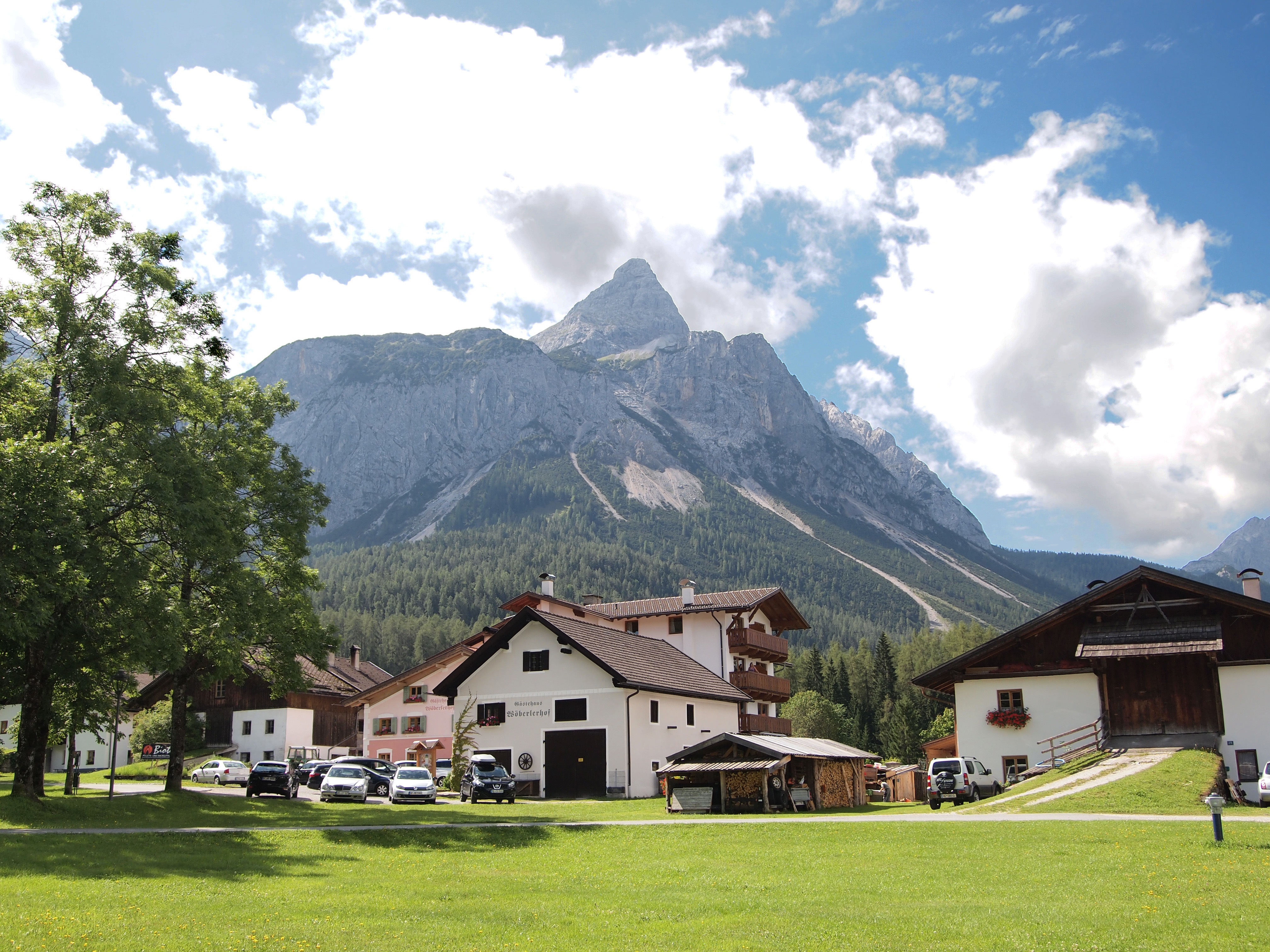
Tirol im August 2014